# Pomeridiana
Pomeridiana è stato un programma televisivo italiano di genere talk show, ideato e condotto da Luciano Rispoli, in onda su Rai Uno dal 1º aprile al 14 giugno 1985.

## Il programma
La formula del programma, trasmesso in diretta da Torino in uno studio dai toni azzurri, consisteva nell'attivare, attraverso il telefono, un rapporto di dialogo con il pubblico in un appuntamento quotidiano imperniato su grandi temi di attualità (figli, famiglia, lavoro, salute, ecc.), a loro volta suddivisi in sottotemi.
L'orario di inizio era fissato alle 17:05 (con chiusura alle 18:10) ma alle 15:00 Rispoli annunciava il tema della giornata per dare modo ai telespettatori di prenotarsi e dire la loro.
Il primo grande argomento fu noi e i nostri figli, esaminato nella prospettiva dell'educazione dei ragazzi tra permissività e rigore, l'adolescenza vissuta in solitudine o in branco, i rapporti tra fratelli, i genitori iperprotettivi. Tutto sotto lo sguardo del neuropsichiatra infantile Giovanni Bollea. Anche gli ospiti celebri chiamati al telefono (nella prima puntata Anthony Quinn, Claudia Cardinale e Sandra Mondaini) venivano intervistati soltanto sul loro privato. Il programma era intervallato dalla musica di una pianista, le cui esecuzioni venivano suggerite dalle conversazioni ascoltate, e dall'intervento di cantanti molto noti, come il tenore Giuseppe Di Stefano o Luciano Tajoli.
Dal 3 al 14 giugno il programma fu trasmesso dalle 12:05 alle 14:15, con all'interno l'edizione delle 13:30 del TG1, in sostituzione dello show Pronto, Raffaella?, interrotto per la pausa estiva.
Dopo un iniziale coinvolgimento in redazione, fece il suo debutto davanti alle telecamere Anna Carlucci, impegnata a condurre i giochi telefonici.